# Andethele
Andethele is een geslacht van spinnen uit de familie Dipluridae.

## Soorten
De volgende soorten zijn bij het geslacht ingedeeld:
- Andethele huanca Coyle, 1995
- Andethele lucma Coyle, 1995
- Andethele tarma Coyle, 1995